# Bus Pirate

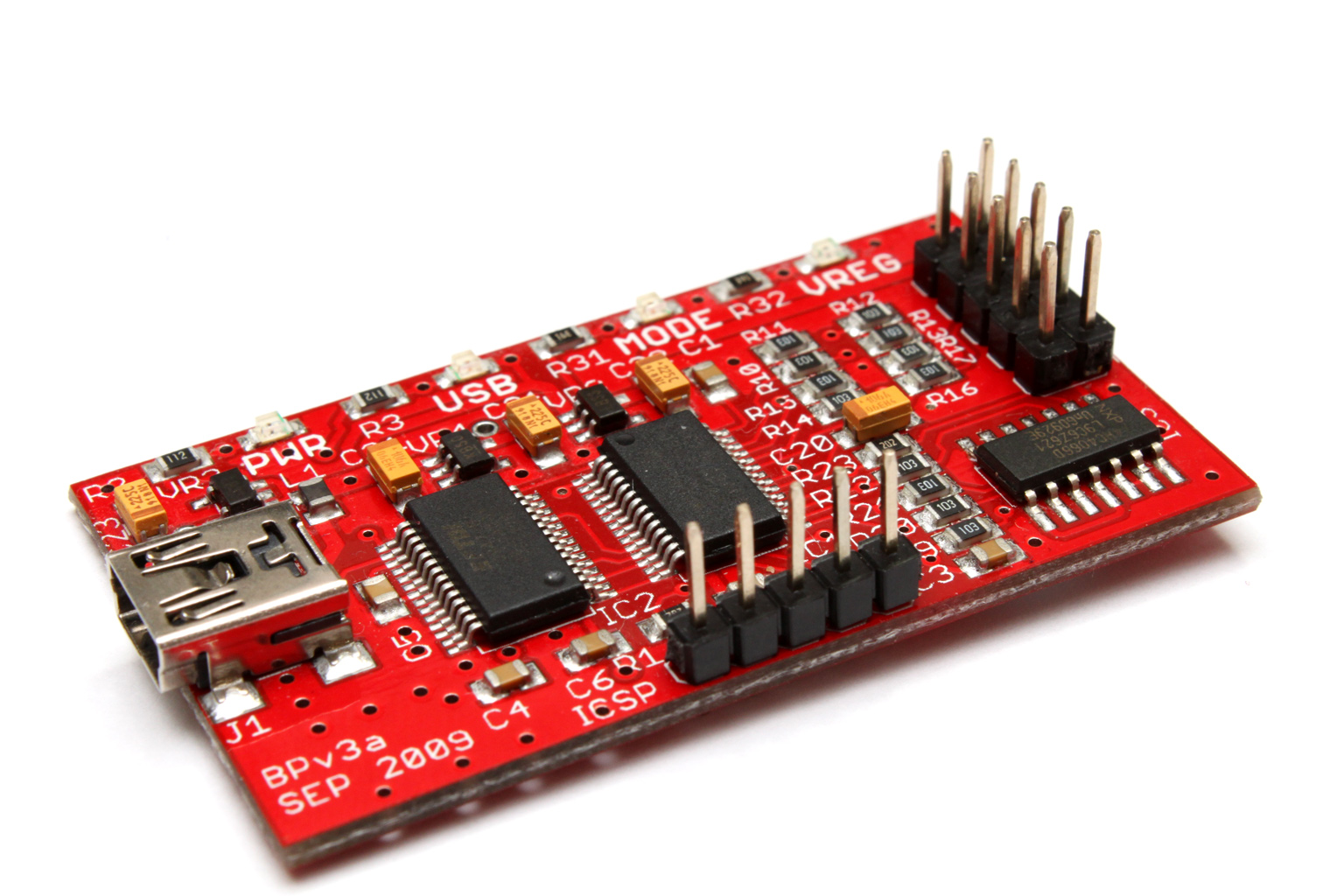
Bus Pirate 3a verzió

A Bus Pirate egy univerzális elektronikus nyílt hardver eszköz, amely kommunikációs sínek programozására és illesztésére, emellett különféle csipek programozására szolgál, mint amilyenek az Atmel cég AVR és Microchip Technology PIC mikrovezérlői. Ennek az eszköznek az elsődleges felhasználási területe az alkotók szándékai szerint az, hogy „kiküszöbölje a korai prototípuskészítési erőfeszítések tonnáit az új vagy ismeretlen csipeknél.” Bus Pirate eszközt használva a fejlesztők soros terminálkapcsolaton keresztül kommunikálhatnak az eszközökkel különféle protokollok használatával, mint például SPI sín és 1-Wire.
A Bus Pirate egy PIC24 mikrovezérlő köré épül (SSOP tokozásban), és egy USB interfészt valósít meg egy FT232RL (SSOP) csip segítségével.

## Jellemzői
Sokféle soros protokoll támogatása 0 – 5,5 volt vonali feszültség között:
- 1-Wire
- I²C
- SPI sín
- JTAG
- Aszinkron soros
- MIDI
- PC billentyűzet
- HD44780 LCD vezérlő
- 2- és 3-vonalas könyvtárak bitenkénti tűvezérléssel (pin control)
- Scriptelhető bináris bit-banging,[2] 1-Wire, I2C, SPI sín, és UART módok

Egyéb képességek:
- 0 – 6 volt közötti mérőszonda
- 1 Hz – 40 MHz frekvenciamérés
- 1 kHz – 4 MHz impulzusszélesség-modulátor, frekvenciagenerátor
- Kártyára szerelt többfeszültségű felhúzó ellenállások
- Kártyára szerelt 3,3 voltos és 5 voltos tápegységek szoftver-resettel
- Makrók a gyakori műveletekhez
- Sínforgalom-szimatolók (adatgyűjtők) (SPI, I²C)
- Egy rendszerbetöltő program a könnyű firmware-frissítésekhez
- Átlátszó USB -> soros üzemmód
- 10 Hz – 1 MHz SUMP kompatibilis alacsony sebességű logikai analizátor
- AVR STK500 v2 programozó klón
- Támogatott az AVRDude programozóeszközben
- Scriptelhető Perl (programozási nyelv), Python, stb. nyelvekből

## Hardver-eltérések

### 4.x
A 3.x és a 4.x hardver-verziók közötti legfontosabb eltérések: különböző mikrovezérlők, eltérő csatlakozók (5×2-ről 6×2-re), és egyebek.

### 3.6
A nyomtatott áramkör mérete 60 mm x 37 mm-re változott, így megfelel a "Sick of Beige" DP6037 doboz szerelőlyukainak.

## Fordítás
Ez a szócikk részben vagy egészben  a   Bus Pirate című angol Wikipédia-szócikk ezen változatának fordításán alapul.  Az eredeti cikk szerkesztőit annak laptörténete sorolja fel. Ez a jelzés csupán a megfogalmazás eredetét és a szerzői jogokat jelzi, nem szolgál a cikkben szereplő információk forrásmegjelöléseként.